# Exaltés
Pour les libéraux espagnols, voir Exaltados.
Exaltés est un jeu de rôle d'heroic fantasy, publié par White Wolf en 2001, puis traduit en français par Hexagonal en 2002. Il a pour inspiration les films d'arts martiaux et de sabre, ainsi que les mangas.

## Le décor du jeu

### L'Histoire du monde d'Exaltés
À l'origine étaient les Primordiaux, qui tirèrent Création du Kaos informe. Pour en prendre soin à leur place, ils créèrent les Dieux et la Hiérarchie Céleste. Puis ils retournèrent jouer aux Jeux de la Divinité. Mais les dieux se lassèrent de surveiller le monde ; eux aussi voulaient goûter des Jeux de la Divinité. Ils choisirent alors parmi les mortels des êtres d'exception auxquels ils insufflèrent une parcelle de leurs pouvoirs divins, pour leur servir de champions et les aider à renverser les Primordiaux. Ainsi furent créés les Exaltés Solaires, choisi par Soleil Invaincu pour mener la guerre qui s'annonçait ; les Exaltés Lunaires, choisis par Lune pour être les compagnons et soutiens des Solaires; et les Exaltés Sidéraux, élus par les Cinq Vierges déesses du destin pour lire l'avenir dans les étoiles et ainsi conseiller et guider les autres Exaltés Célestes. Les cinq dragons élémentaux, plus faibles, ne purent façonner de héros aussi grands, mais leurs élus, les Exaltés Terrestres, destinés à former les armées des Solaires, pouvaient transmettre leur puissance à leurs descendants.
Les Exaltés renversèrent les Primordiaux, et puisque ceux-ci étaient immortels, ils les enfermèrent dans la Prison de Malféas, créée dans ce but. Ainsi les dieux purent-ils jouer aux Jeux de la Divinité pendant que leurs élus gouvernaient Création. Mais à l'instant de leur emprisonnement, les Primordiaux, devenus les Yozis, princes-démons, avaient maudit leurs vainqueurs. Et avec le temps, les effets de cette malédiction commencèrent à se faire sentir. Les Solaires devinrent arrogants, et gouvernèrent à leur guise et non plus au service de Soleil Invaincu. Les Sidéraux s'inquiétèrent du futur de Création, et regardant l'avenir ils virent trois chemins possibles. Le premier voyait les Solaires entraîner Création dans leur chute, c'était un avenir de destruction et de chaos. Le second nécessitait la défaite des Solaires et leur remplacement par les Terrestres, aussi appelés Sang-de-Dragons. Il assurait la survie du monde. Le dernier chemin possible, qui voyait les Solaires prendre conscience de leurs actes et se corriger, était aussi le moins probable, aussi les Sidéraux aidèrent-ils les Sang-de-Dragons à renverser les Solaires et leurs lieutenants Lunaires. La guerre qui s'ensuivit provoqua la chute de l'Ancien Royaume, et marqua la fin d'un âge d'or.
Après la Purge Solaire, les Sang-de-Dragons régnèrent sur le monde, qui sans atteindre la splendeur de l'Ancien Royaume restait une terre de merveilles. Ainsi vécurent les habitants de Création, jusqu'à la grande Contagion. La maladie qui tua les neuf dixièmes de la population mondiale porta le coup de grâce à l'ancienne civilisation, car profitant de la faiblesse soudaine de l'humanité, les armées du Kaos, qui rodaient aux frontières de Création, envahirent le monde. La guerre fut terrible, et l'humanité crut sa dernière heure venue. C'est alors qu'un jeune officier Sang-de-Dragon pénétra dans l'ancienne capitale impériale et parvint à prendre le contrôle des défenses de l'Ancien Royaume. Ainsi armée, elle réussit à repousser le Kaos et à mettre en déroute ses armées. Lorsque la paix fut revenue, elle devint l'Impératrice Ecarlate, dirigeante absolue du nouveau Royaume qui naquit des décombres de la guerre. Elle régna sur l'Ile Bénie, cœur du Royaume, pendant près de huit cents ans. Mais il y a cinq ans, elle disparut.

### Les 7 types d'Exaltés
Au cœur du jeu, se trouvent plusieurs types différents d'Exaltation, qui déterminent largement à la fois le background et le point de vue des divers protagonistes et antagonistes de l'univers. Chaque type d'Exalté aura souvent certaines prédispositions envers les autres types d'Exaltés, et pourra être perçu différemment par les nombreux mortels de Création; comme monstres ou comme demi-dieux, par exemple. Les Exaltés de Création peuvent être regroupés en deux catégories: les Exaltés Terrestres et Exaltés Célestes. Les Exaltés Célestes, en tant qu'élus des Incarnae Célestes, sont nettement plus puissants que les Exaltés Terrestres, et peuvent vivre des millénaires, mais leur nombre est limité par un nombre d'Exaltations déterminé s'incarnant d'un mortel à un autre à tout moment. Les Exaltés Terrestres sont les Élus des Dragons Élémentaires (aspects de Gaïa, la Terre primordiale), qui gouvernent les fondations élémentaires de Création. Bien que moins puissant, les Exaltés Terrestres (ou Sang-Dragon), peuvent transmettre leur Exaltation à leurs enfants, un peu comme on transmet son patrimoine génétique. Bien que leur niveau de pouvoir soit comparable à celui des Exaltés Célestes, les Exaltés Abyssaux et Alchimiques n'appartiennent techniquement à aucune des deux catégories, pas plus que les Princes du Soleil Vert. Un bref synopsis de chaque type est présenté ci-dessous, organisé par ordre décroissant de pouvoir relative et d'importance dans l’univers du jeu.

#### Les Solaires, élus du Soleil Invaincu - Les Législateurs
Les Solaires sont la réincarnation de l'étincelle divine des anciens Solaires pourchassées. Leur puissance, une fois pleinement maîtrisée, leur permettrait de défier les dieux eux-mêmes, comme ils l'ont déjà fait, mais l'apprentissage n'est pas simple, et rendu d'autant plus difficile par la Chasse Sauvage, menée par les Sang-Dragons, dont ils sont victimes. Les Solaires sont en effet toujours hors-la-loi partout où s'étend l'influence du Royaume (influence limitée depuis la disparition de l'Impératrice Écarlate). . Ils ont le pouvoir et la volonté de changer le monde, et bien qu'associés au Soleil Invaincu, ils conservent leur libre arbitre.
Les Solaires vivent bien plus longtemps que les humains (de quelques siècles à quelques millénaires pour les plus puissants), sont quasi-immunisés aux maladies et récupèrent rapidement de leurs blessures. Comme les dieux et les démons, les Exaltés sont capables de manipuler la Quintessence (l'énergie magique qui anime le monde) pour améliorer leurs capacités et accomplir des prouesses. 
Il existe cinq castes de Solaires: Aube, Zénith, Crépuscule, Nuit et Eclipse (toutes les phases par lesquelles passe l'astre solaire). Lorsqu'ils utilisent la Quintessence au-delà d'un certain seuil, une marque de caste blanc-doré se met à luire au milieu de leur front, et s'ils continuent leur anima (aura magique) apparaît autour d'eux, signalant à tous la présence d'un Exalté, champion des Dieux. Sympa, mais peu discret. Comme tout héros, ils ont leurs ennemis.

##### Les castes solaires
Brève présentation des castes :
- Aube : les guerriers et stratèges parmi les Solaires. Ils maîtrisent les arts du combat et de la guerre. Archétypes : Achille, Hector, Lancelot, la Mariée, dans Kill Bill
- Zénith : les prêtres et chefs des premiers Exaltés Solaires. Doués pour la survie et la persuasion, ils peuvent aussi bien être prêcheurs que meneurs. Archétypes : Agamemnon (Iliade), le Roi Arthur, Miles Vorkosigan (série de Lois McMaster Bujold)
- Crépuscule : les artisans, médecins ou sorciers, en bref la caste des érudits. Toujours utiles, ils apportent souvent à leur cercle un peu de pondération. Archétypes : Merlin, du cycle du Graal ou d'Ambre, les deux conviennent !
- Nuit : les voleurs et rôdeurs, les assassins parfois. Ceux qui vivent dans l'ombre et n'en sortent que pour frapper. Archétypes : Robin des bois, Silk (cf. Belgariade, de David Eddings)
- Éclipse : les marchands et diplomates. En voyage ou au cours de négociations, leur présence est irremplaçable. Archétypes : le Prince Kheldar (seconde identité de Silk...), Ulysse (Iliade)

Pour faciliter leur survie, les exaltés se regroupent généralement en cercles. Lorsqu'un tel regroupement inclut un membre de chaque caste, on parle de Cercle Parfait.
Tous les Exaltés sont regroupés par castes, mais la division varie selon les types d'Exaltation.

#### Les Abyssaux, élus du Néant - Les Chevaliers de la Mort
Il existe en certains endroits de Création des lieux où les morts se mêlent aux vivants : ces Ombreterres sont dirigées par les Seigneurs de la Mort et leurs lieutenants, les Exaltés Abyssaux, les sombres reflets des Solaires, destructeurs par nature (même contre leur volonté).
Ce sont des âmes malsaines, servantes loyales des Seigneurs de la Mort, de puissants esprits d'Exaltés depuis longtemps trépassés, qui à leur tour servent les Inengendrés, les enveloppes mortes de ceux qui furent autrefois les anciens Primordiaux tués par les Exaltés avant le Premier Âge. Bien que la conquête et la corruption fassent partie de leurs stratégies, la plupart des Seigneurs de la Mort (qui poursuivent des buts divers) n'essayent pas de conquérir ou de corrompre Création, mais plutôt de l'éradiquer ainsi que tout le reste.
Dans le présent de la chronologie d'Exaltés, les Inengendrés sèment leur vengeance depuis au-delà de la tombe par l'intermédiaire des Seigneurs de la Mort, leurs serviteurs. Les agents en titre des Seigneurs de la Mort dans le monde des vivants sont les Exaltés Abyssaux, également connus sous le nom de Chevaliers de la Mort; ces antagonistes sont les sombres reflets des Exaltés Solaires et sont présentés comme aussi puissants qu'eux. Ils furent créés par les Seigneurs de la Mort au moyen d'une puissante sorcellerie que leur enseignèrent les Inengendrés, utilisant des Exaltations Solaires dérobées à la Prison de Jade. Les Chevaliers de la Mort sont décrits comme liés à leur sombre destin; conserver les signes extérieurs de la vie appelle inévitablement le désastre sur ceux qui se rebellent. Au cours des cinq dernières années de la chronologie du jeu, eux et les Seigneurs de la Mort leurs maîtres ont commencé à corrompre Création grâce au pouvoir de l'Au-Delà. Ils disposent de vastes armées de morts-vivants, appuyées sur un ancien savoir depuis longtemps oublié des vivants, mais toujours facilement accessible dans le mémoire des morts, ainsi que d'une puissante forme de magie connues sous le nom de nécromancie. Plusieurs livres officiels présentent les Abyssaux et les Seigneurs de la Mort comme tentant de prendre pied dans Création, ce qui représente probablement la plus grande menace à ce jour.
Les Abyssaux ne peuvent pas puiser dans l'Essence de Création comme les autres Exaltés et ne peuvent reconstituer leur Essence que dans l'Au-Delà ou à l'aide de puissants artefacts. La manière la plus facile pour un Abyssal de restaurer son Essence en dehors de l'Au-Delà est de se nourrir sur les vivants. Un Exalté Solaire volontaire peut être transformé en un Exalté Abyssal au moyen d'un puissant sortilège nécromantique. Les Exaltés Abyssaux sont exceptionnellement puissants dans l'école de sorcellerie nécromantique, ce qui représente le savoir mystique de la Mort et du Néant, savoir originellement apporté dans Création par une coterie d'Exaltés du Premier Âge qui le dérobèrent au cours du pillage des mondes-cryptes des Inengendrés, sous l'Au-Delà.

##### Les castes abyssales
Les castes abyssales sont le sombre reflet de leurs homologues solaires:
- Couchant : soldats, généraux et champions martiaux;
- Minuit : prêtres et dirigeants;
- Point du Jour : érudits et artistes;
- Jour : assassins et espions;
- Ombrelune : bureaucrates, diplomates et messagers.

##### Sources
Les sources matérielles, essentiellement la seconde édition du Manual of Exalted Power: Abyssals, présentent les Seigneurs de la Mort comme les fantômes largement aliénés des Solaires du Premier Âge massacrés lors de l'Usurpation, qui comptent sans conteste parmi les êtres les plus puissants de l'Au-Delà des Exaltés.

#### Les Lunaires, élus de Luna - Les Intendants
Pour survivre à la révolte des Terrestres, les Lunaires se sont réfugiés aux frontières de Création, où le Kaos est puissant et les a dangereusement affectés : rares sont ceux qui se souviennent qu'ils furent créés pour soutenir les Solaires et ils peuvent se révéler de puissants adversaires.
Ce sont les plus anarchistes et chaotiques des Exaltés. Dans les livres officiels, on se réfère souvent à eux comme des changeformes astucieux, des guerriers doués et des généraux compétents. Dans l'histoire du jeu, ils étaient très étroitement liés aux Solaires du Premier Âge. Chaque Exaltation lunaire est liée à une Exaltation solaire correspondante, de sorte que ce Lunaire ressent instantanément une connexion avec le Législateur; toutefois, la façon dont ils agissent sur ce lien dépend des inclinaisons des Exaltés impliqués. Tandis que nombre de Lunaires luttèrent et moururent aux côtés de leur pair solaire durant l'Usurpation, ceux qui ne furent pas tués avec leur compagnons s'enfuirent en bordure de Création.
Aux frontières de l'ordre de Création et des turbulences chaotiques du Wyld, leur nature fut changé au cours de années innombrables. Les Lunaires obéissent au mieux à une vague hiérarchie tribale et se tatouent rituellement pour se protéger des effets déformants du Wyld. Cela sert également à les différencier du reste de l'humanité, car les tatouages sont souvent visibles sur la plus grande partie du corps du Lunaire. En plus des marques distinctives qu'il s'inflige, chaque Lunaire a un "Tell" qui se manifeste sous la forme d'une caractéristique animale plus ou moins visible sous sa forme humaine, ce qui les éloigne encore un peu des mortels. les castes lunaires ne sont pas prédéterminées et inflexibles, mais sont plutôt des associations avec les phases de la lune choisies par les individus avant que leur tatouage rituel ne les intègre complètement à la société lunaire sous ces auspices.
Les Lunaires fuient souvent la civilisation, ou plutôt ils fuient les formes de civilisation caractérisées par l'oppression et l'exploitation des Sang-Dragon, préférant la société des humains et des esprits, loin au-delà des frontières des satrapies; certains de ces Intendants dirigent ou guident et parfois élèvent des tribus d'animaux anthropomorphiques connus sous le nom d'Hommes-Bêtes et leur enseignent l’auto-subsistance. D'autres se plongent dans un isolement profond dans leur territoire afin de s'absorber dans une liberté primitive, au jour le jour et communient avec les petits dieux simples de la nature. D'autres enfin se délectent même des effets déformants inexplicables du Wyld et, renonçant à leurs tatouages argentés caractéristiques, deviennent de plus en plus instables jusqu'à devenir des êtres inhumains connus sous le nom de chimères sans forme unificatrice, apparentées à la fois aux Belles Gens et aux Nés-de-Création.
Avec le retour des Exaltés Solaires, l'incertitude quant au règne impérial des Sang-Dragon, l'envahissante influence du Wyld et de ses manifestations féeriques et la nouvelle menace des Seigneurs de la mort, les Exaltés Lunaires font face à une Création qui a changé au moins autant qu'eux (même si cela reste entièrement à la discrétion du Narrateur).

##### Les castes lunaires
Comme tous les Exaltés Célestes, les Lunaires sont répartis en plusieurs castes. La puissante caste de la Pleine Lune règne sans conteste parmi les guerriers lunaires, tandis que la caste de la Lune Nouvelle veille sur la sagesse secrète de leur Capricieuse Maîtresse.  Toutefois, trois des anciennes castes ont été anéanties au-delà de tout espoir par le chaos du Wyld (les castes de la Lune croissante, Demi-Lune et Lune gibbeuse) et même les plus puissants sorciers Lunaires ne peuvent rien y faire. Ce n'est que par leurs tatouages magiques que les Lunaires purent sauvegarder quelques reliefs de l'ancien système de caste. Ils amalgamèrent donc des fragments de trois castes perdues pour créer la Caste de la Lune Changeante.

##### Sources
Leur histoire et leurs caractéristiques sont décrites dans le livre Exalted: The Lunars (1re édition) et dans le livre The Manual of Exalted Power: Lunars (2e édition). La 2e édition détaille l'influence subversive des Exaltés Lunaire sur les sociétés de Création et révèlent le Projet Rivière des Mille Flots, un système complexe d'ingénierie sociale conçue pour créer des sociétés humaines autarciques qui ne nécessiteraient pas d'être dirigées par des Exaltés pour fonctionner. Plusieurs sociétés importantes dans l'univers du jeu sont présentées comme le résultat de siècles de manipulation subtile depuis les coulisses, avec divers degrés de succès.

#### Les Sidéraux, élus des Cinq Vierges - Les Vizirs
Ces Exaltés Célestes sont les moins nombreux de tous les Exaltés (à l'exception des Infernaux nouvellement créés), et pourtant, ils sont décrits comme des acteurs majeurs dans la destinée de Création. Les Sidéraux, en plus de leur maîtrise inégalée des arts martiaux, mise en évidence par leur accès aux plus hautes formes d'arts martiaux magiques (connus sous le nom d'arts martiaux sidéraux), excellent à prévoir et manipuler le destin. Dans l'univers des Exaltés, on les présente fréquemment comme les bureaucrates célestes qui travaillent au Bureau du Destin de la Cité Céleste de Yu-Shan, la demeure des dieux, dirigeant les évènements sur le monde mortel depuis les coulisses.
C'était les vizirs, les prophètes et les sages conseillers du Premier Âge. Vers la fin du Premier Âge, une prophétie qui semblait offrir trois options leur fut révélée : tenter une réforme incertaine de leurs rois fous, rester assis et regarder Création être détruite, ou détruire les Exaltés Solaires. Les Sidéraux arrogants et orgueilleux, peut-être sous l'effet de la Grande Malédiction lancée sur eux par les Inengendrés, choisirent la voie qui offrait l'assurance d'un futur pour Création, même s'il devait s'agir d'un avenir moins merveilleux que l'Âge d'Or. En conséquence, ils orchestrèrent la fin du Premier Âge, connue sous le nom de Grande Usurpation. Ce fut sous leur supervision discrète que les Sang-Dragons furent en mesure de balayer complètement les Exaltés Solaires et dirigèrent efficacement la Chasse Sauvage vers les Exaltations prévues des nouveaux Solaires. Depuis leur prophétie, les Exaltés Sidéraux se sont divisés en deux factions: La Faction de Bronze des Sidéraux a soutenu et orchestré la purge des Exaltés Solaires de Création, et continue à le faire grâce à la Chasse Sauvage du Royaume; et la Faction d'Or, qui a soutenu les Solaires et n'avait que peu de pouvoir et d'influence à la fin du Premier Âge.
L'Ordre Immaculé est un ordre religieux fondé par les Exaltés Sidéraux après la Purge Solaire pour superviser la recherche et la destruction des Solaires et Lunaires émergents. Les Sidéraux, cachés sous cette façade depuis des siècles, ne sont pas connus du public. L'Ordre enseigne la vénération des Cinq Dragons Élémentaires et de leurs descendants, les Sang-Dragons. Il a déclaré les Exaltés Célestes (i.e. non-terrestres) anathèmes.
En raison d'une tentative partiellement bâclée d'une sorte de subterfuge astrologique impliquant la constellation du Masque, les Sidéraux disparaissent de l'esprit de ceux, mortels et Exaltés, qui les rencontrent, ce qui peut être bénéfique ou préjudiciable aux personnages Sidéraux, qu'ils soient PJs ou PNJs. Certains évènements antérieurs au cadre "présent" du jeu Exaltés, comme une peste dévastatrice appelée la Grande Contagion et qui a déjoué leurs prédictions, ont ébranlé leur foi en leurs capacités pré-cognitives. En même temps, la disparition de l'Impératrice Écarlate, leur alliée secrète à la tête de la Dynastie Écarlate, a grandement affaibli leur influence.
Avec l'émergence des Seigneurs de la Mort (qui, selon la description des auteurs, sont inscrutables par leurs pouvoirs de prédiction), le retour des Solaires, et un désaccord croissant entre la Faction de Bronze et la Faction d'Or, qui sont en train de rassembler leur pouvoir et de le diriger dans une organisation connue sous le nom de Culte des Illuminés, les Exaltés Sidéraux ont un futur incertain devant eux.

##### Les castes sidérales
Chaque caste sidérale correspond à une subdivision au sein du Bureau céleste de la Destinée:
- La Barge dorée des Cieux : Les Élus de Mercure sont les Hérauts de la Division des Voyages;
- Le Luth Céruléen de l'Harmonie : Les Élus de Vénus sont Ceux-Qui-Apportent-la-Joie de la Division de la Sérénité;
- Le Harnachement Vermeille de la Victoire : Les Élus de Mars sont les Porteurs de Boucliers de la Division des Batailles;
- Le Lierre du Presbytère Austère : Les Élus de Jupiter sont les Oracles de la Division des Secrets;
- Le Catafalque Pourpre des Chagrins : Les Élus de Saturne sont les Jardiniers Célestes qui élaguent Création pour la Division des Conclusions.

#### Les Terrestres, élus des Dragons Élémentaires - Les Sang-Dragons
Les Sang-Dragons furent créés comme soldats et serviteurs des Solaires, Lunaires et Sidéraux, mais ils ont renversé les deux premiers il y a 1500 ans car leur règne devenait de plus en plus tyrannique. Ils sont les moins puissants des Exaltés, mais de loin les plus nombreux.
Dans l'histoire des Exaltés, ils furent l'infanterie d'élite et les serviteurs des autres Exaltés du Premier Âge. Ils sont moins puissants que les autres Exaltés, mais l'essentiel de leur force réside dans leur héritage: au lieu d'être choisis par un dieu, les Sang-Dragons ont le potentiel de transmettre leur Exaltation à leurs enfants; bien que la plupart des Sang-Dragons puissent aisément retracer leur lignage sur plusieurs générations, certains d’entre eux (surnommés les "Œufs Perdus") connaissent l'Exaltation au sein de familles qui n'ont pas de Sang-Dragons dans leur généalogie récente. Les Sang-Dragons ne sont pas limités par une quantité définie "d'essences exaltées" comme les Exaltés Célestes. En raison de leur écrasante supériorité numérique sur les Exaltés Célestes (les Exaltés Terrestres se comptent en millions et les Exaltés Célestes en centaines), ils furent en mesure d'usurper la place des Exaltés Solaires à l'apogée de leur puissance avec l'aide et les conseils des Exaltés Sidéraux, mettant ainsi fin au Premier Âge.
La majorité des Sang-Dragons de Création forment la classe dirigeante du Royaume, actuellement l'empire le plus puissant de Création, même si le Vieux Royaume dirigé par les Solaires était bien plus avancé et prospère que le Royaume actuel des Sang-Dragons. L'orthodoxie d’État connue sous le nom d'Ordre Immaculé dépeint les Exaltés Solaires et Lunaires comme de dangereux anathèmes qui amèneront la ruine du monde si on leur permet d'exister, enrobant de la sorte la propagande contre les Exaltés Célestes. Pour cette raison, le Royaume organise la Chasse Sauvage, qui traque activement les nouveaux Exaltés Célestes (Solaires et Lunaires, mais aussi Abyssaux et Belles Gens) et les écrase avant qu'ils ne puissent maîtriser leurs nouveaux pouvoirs . Cette pratique, qui a efficacement empêché les Solaires d'accéder à nouveau au pouvoir depuis la fin du Premier Âge, a fléchi en raison de la disparition récente de l'Impératrice Écarlate (monarque absolue du Royaume) et de la stabilité et du commandement qu'elle imposait aux Sang-Dragons. Les luttes de pouvoir des grandes maisons Sang-Dragons pour occuper la vacance du pouvoir qui en a résulté a déstabilisé l'Empire Écarlate et permis aux Exaltés Solaires d'échapper aux purges de la Chasse Sauvage et de se répandre sur Création à nouveau.
Les plus grands avantages des Sang-Dragons sont les ressources considérables que leur accorde leur statut nobiliaire et leur capacité en coopérer les uns avec les autres pour obtenir des effets majorés avec leur Essence.
Les Sang-Dragons dirigeants du Royaume font partie des onze Grandes Maisons. La plupart des maisons ont été fondées par un rejeton Exalté de l'Impératrice Écarlate et nommé d'après lui, bien qu'au moins deux d'entre elles descendent des époux décédés de l'Impératrice et que trois maisons indéterminées descendent d'enfants adoptés par l'Impératrice. Des 13 anciennes Grandes Maisons, seules deux, Jerah et Manosque, ont été nommées. Les principales familles Sang-Dragons de la Cité-État rivale de Lookshy, de l'autre côté de la Mer Intérieure, sont connues sous le nom de Gens. Il y a cinq Gens majeures ou Grandes Gens: Amilar (Air), Karal (Feu), Maheka (Terre), Teresu (Eau) et Yushoto (Bois), ainsi qu'environ une douzaine de Gens mineures.

##### Les aspects élémentaires
Il y a cinq aspects élémentaires des Sang-Dragons:
- Air : les Enfants Azuréens de Mela se caractérisent par leur subtilité, à la fois de pensée et de mouvement;
- Terre : les Enfants Ivoirins de Pasiap ont être stables, à mûrir leur réflexion et prendre le temps de construire;
- Feu :  les Enfants Écarlates d'Hésiesh sont des passionnés aux actions rapides et décisives;
- Eau : les Enfants Ébènes de Daana'd montrent une grande fluidité d'esprit et de mouvement, ainsi qu'une profondeur intellectuelle indéniable;
- Bois : les Enfants Verdoyants de Sextes Jylis montrent une affinité pour les capacités liées à la vie, la nature et aux grands espaces.

#### Les Alchimiques, élus d'Autochton - Les Champions
Ce sont des créations androïdes faites d'argile et des Cinq Matériaux Magiques, construites dans le monde d'Autochtonie. Les Alchimiques servent le Grand Faiseur Autochthon, un des seuls Primordiaux à se ranger au côté des dieux, qui ne fut ni emprisonné ni tué au cours de la Guerre Primordiale et qui serait à l'origine de tous les Exaltés. Les Alchimiques sont habités par les âmes des héros autochtones morts. Dans le cadre du jeu, ils jouent le rôle de protecteurs des habitants d'un monde parallèle fait du corps d'Autochthon lui-même, et font respecter la volonté du Tripartite, son gouvernement théocratique.
Autochthon les a conçu avant les quatre types d'Exaltés originels, mais ils ne furent construits qu'après la chute des Primordiaux et la retraite d'Autochthon hors de Création. Au lieu de manier directement l'Essence et d'utiliser leurs Charmes de manière "magique" comme les autres Exaltés, les Alchimiques ont des Charmes "greffés" comme des parties périphériques et alimentent ces implants mécaniques avec l'Essence de leur propre corps.
Contrairement aux Exaltés Célestes, il n'y a pas de limite au nombre d'Alchimiques, la principale limitation étant l'immense investissement que nécessite leur construction. À mesure que les Exaltés Alchimiques augmentent leur Essence Permanente, ils grandissent, jusqu'à rejoindre Autochthon et à se transformer en cités. Les Alchimiques ne sont pas sujets à la Grande Malédiction, car ils n'ont pas participé à la Guerre Primordiale. En termes de jeu, au lieu d'être sujets à la folie, ils ont une barre de Clarté qui mesure leur éloignement de l'humanité. Les Alchimiques qui ont été infectés par la maladie d'Autochthon ont une barre de Dissonance à la place d'une barre de Clarté, la Dissonance mesurant leur folie, leur corruption, et les conduit à violer les frontières. Un Exalté non-alchimique volontaire peut devenir un "Akuma" d'Autochthon et obtenir la capacité de se greffer des charmes alchimiques ainsi qu'une barre de Clarté.

##### Les castes alchimiques
Les Alchimiques se répartissent en castes selon le matériau prédominant à leur construction. Il y a cinq castes officielles, une pour chacun des Cinq Matériaux Magiques (orichalque, métal-stellaire, argent-lunaire, jade et acier-d'âme), plus la caste optionnelle des Adamants.

##### Sources
Les Alchimiques ont été introduits dans le supplément Time of Tumult. C'est le seul type de personnages joueurs jouables avec les Rois Dragons qui fut conçu après la sortie de la 1re édition du livre de règles et auxquels se réfèrent parfois les publications ultérieures, bien qu'ils jouent un rôle plus important et mieux intégré dans les histoires et le cadre de campagne de la 2e édition. Un bref aperçu du monde d'Autochthonie se trouve sur le site internet de l'auteur.

#### Les Infernaux, élus des Yozis - Akuma et Princes du Soleil Vert
- Les Yozis cherchant à quitter leur prison, ils ont dernièrement mis au point une nouvelle forme d'Exaltés: les Infernaux. À l'instar des Exaltés alchimiques, ils n'ont pas de lien avec les dieux, mais directement avec les cinq Yozis à l'origine de leur création. Initialement, ce sont des Essences de Solaires qui ont été remodelées pour satisfaire la nature particulières des prince-démons.

Il existe deux types d'Exaltés Infernaux, les Akuma et les Princes du Soleil Vert:
- Les Akuma sont des Exaltés d'un autre type qui se sont voués à la cause des Yozis et ont été remodelés selon les désirs de leurs maîtres. Ils conservent l'accès à leur ensemble de charmes originaire et gagnent la capacité d'apprendre et d'utiliser les charmes infernaux de leur protecteur.
- Les Princes du Soleil Vert sont créés à partir des cinquante Essences d'Exaltés Solaires que les Yozis reçurent en paiement des Inengendrés et altérés pour les imiter en échange pour avoir appris aux Inengendrés à corrompre les Essences solaires pour créer les Abyssaux. Les Princes du Soleil Vert furent créés par un noyau de cinq Yozis: Malféas, Celle-Qui-Vit-En-Son-Nom, Cécylène, Adorjan et le Dragon d’Ébène.

Les Yozis ont confié aux Princes du Soleil Vert la tâche de transformer Création en un reflet de Malféas, ce qui d'après eux brisera leurs liens et inversera leur emprisonnement défigurant. ils appellent cet tâche la Récupération.
Le désavantage des Princes du Soleil Vert est qu'ils sont peu nombreux; seules 50 essences infernales sont contrôlées par les Yozis et jusqu'ici, ils n'ont pas encore la capacité de corrompre de nouvelles Essences solaires comme le font les Seigneurs de la Mort. D'un autre côté, les Infernaux ont toutes les ressources du royaume démoniaque à leur disposition, ainsi que les nombreux cultes Yozi qui existent déjà sur Création. Les Infernaux sont intimement liés à leurs maîtres Yozi. Contrairement aux Abyssaux, les Infernaux regrettent rarement leur état et se réjouissent au contraire à l'idée de renverser les dieux et de rendre Création à ses maîtres originaux. 

##### Les castes infernales
Chacun des cinq Yozis est responsable de la création d'une caste de Princes du Soleil Vert et des charmes associés à cette caste:
- Malféas a créé les Tueurs;
- Cécylène a créé les Scélérats;
- Celle-Qui-Vit-En-Son-Nom a créé les Profanateurs;
- Adorjan a créé les Fléaux;
- Le Dragon d’Ébène a créé les Démons.

Les Princes du Soleil Vert de n'importe quelle caste peuvent apprendre les charmes des cinq castes, ainsi que les charmes de tout autre Yozi qui a ouvert l'accès de ses charmes aux Princes du Soleil Vert; dans le cadre officiel, Kimbery est la seule autre Yozi à l'avoir fait.

##### Sources
Il y a moins de publications sur les Infernaux que sur les autres Exaltés. Il est toutefois sous-entendu qu'en raison des mauvais traitements inhérents aux Yozis (incapables de comprendre pleinement les choses hors de leur domaine et donc de montrer le moindre respect pour quoi que ce soit) et de leur folie évidente, la grande majorité des Infernaux va devenir de plus en plus mécontente avant de retourner à l'état sauvage et d'utiliser leur lien vec le pouvoir Primordial pour se transformer en nouveaux Titans par eux-mêmes.

### Les autres Êtres magiques
Création regorge de dieux mineurs, esprits et élémentaires, aux motivations parfois obscures, et qui en savent généralement plus qu'ils ne veulent le révéler.

#### Beau Peuple
- Les Rakshasas, ou fées, sont issus du Kaos qui entoure Création et ne rêvent que de la détruire.

#### Esprits
Démons, Yozis, Primordiaux et Devas
Les Démons sont les Primordiaux enfermés au-delà de Création après leur défaite, mais ils peuvent encore apparaître dans Création.
Dieux
Élémentaires
Fantômes

## Inspirations
Sol Invictus, le dieu des Exaltés Solaires, reprend le nom d'un culte romain inspiré du Moyen-Orient (Sol Invictus).
Parmi les nombreux esprits et autres créatures bizarres, certains reprennent les noms et traits de divinités existantes, mais il faut bien admettre qu'il y a eu un gros effort d'imagination : la proportion est moindre que dans bien des jeux de rôle du même type.
Les noms des esprits, des pouvoirs ou les titres sont particulièrement fleuris, et s'inspirent largement des traditions japonaises. De l'aveu des auteurs, les mangas ont joué un grand rôle dans l'élaboration du jeu. Le système est héroïque, la narration se doit d'être épique et très visuelle. Pour encourager la description des actions, le système donne des dés supplémentaires en cas d'action particulièrement spectaculaire et bien décrite, un bonus appelé cascade, semblable au Panache des Mousquetaires de l'Ombre.